# Sankt Albani Kirke (indviet 1908)
 For alternative betydninger, se Sankt Albani Kirke. (Se også artikler, som begynder med Sankt Albani Kirke)
Sankt Albani Kirke er en katolsk kirke i Odense. 21. oktober 1906 var der grundstensnedlæggelse og 25. oktober 1908 blev kirken indviet af biskop Johannes von Euch. Den er opført i gotisk stil med en portal i romansk stil. Tårnet er 54 meter højt.

## Ekstern henvisning
- Wikimedia Commons har flere filer relateret til Sankt Albani Kirke (indviet 1908)